# Steen Marqvard Rasmussen
Steen Marqvard Rasmussen (født 10. marts 1955) er en dansk sociolog og forsker i forhold vedrørende Folkekirken.
Han blev cand.scient.soc. fra Københavns Universitet 1982. Han har undervist på Institut for Retslære, Aarhus Universitet og været lærer på Danmarks Forvaltningshøjskole og Diakonhøjskolen, inden han i 1994 blev ansat i Landsforeningen af Menighedsråd, hvor han bl.a. redigerede skriftserien Perspektiv på folkekirken. Fra 2015 er han ansat som sociologisk vidensmedarbejder ved Folkekirkens Uddannelses- og Videnscenter.
Siden 1992 har Steen Marqvard Rasmussen beskæftiget sig med empirisk kirkeforskning, hvor han har gennemført en række undersøgelser på opdrag af bl.a. biskopper, Landsforeningen af Menighedsråd og Stiftssamarbejdet Folkekirke og Religionsmøde. Eksempelvis har han analyseret kirkegangen gennem et helt år i stifterne Roskilde, Viborg og Aalborg og undersøgt præsternes møde med den religiøse mangfoldighed i befolkningen samt menighedsrådsmedlemmernes syn på deres arbejde i rådene.
Han har en tendens til at anvende ualmindelige og ret avancerede statistiske metoder i sine analyser, eksempelvis multidimensional skalering (MDS) til analyser af salmevers (2001) og af pædagogikken i kirkelig undervisning (2011).
Mest kendt er han for sin dannelse af sociologiske typer, eksempelvis om religiøsitetens tre grundformer i det moderne samfund (fra Religiøse grundfarver 2005), præstearbejdets idealtyper (fra Præsten som generalist og specialist 2009) og menighedsrådsmedlemmernes idealtyper (fra Meninger med menighedsråd 2012).
Det er da også netop typedannelser, Steen Marqvard Rasmussen selv ser som det centrale i sine undersøgelser. I Præsteforeningens Blad skriver han således: ”… den røde tråd i mine bøger siden 2005 er … at forfølge ét bestemt metodisk spor: At vise, at der findes en vej fra empiriske data til idealtyper i Max Webers forstand. Det er derfor en afgørende pointe, at mine idealtyper ikke bare er nogle, jeg har konstrueret med sociologisk fantasi og med sans for, at de bliver rationelt konsistente. De skal også så langt som muligt fremkomme af metoder, der er kontrollerbare, og her finder jeg ingen bedre end de matematiske. Derfor lader jeg statistiske gennemsnitstyper gå forud for de egentlige idealtyper.”